# Noah Ngeny
Noah Ngeny (2 de novembro de 1978) é um atleta do Quênia, campeão olímpico dos 1500 metros nos Jogos de Sydney em 2000.
Especialista da corrida de 1.000 m rasos, é o recordista mundial da prova com a marca de 2:11.96, obtida em 5 de Setembro de 1999, em competição realizada na cidade de Rieti, Itália.

## Melhores resultados
| Distância | Marca   | Data                | Local     |
| --------- | ------- | ------------------- | --------- |
| 800 m     | 1:44.49 | 28 de julho, 2000   | Oslo      |
| 1.000 m   | 2:11.96 | 5 de setembro, 1999 | Rieti     |
| 1.500 m   | 3:28.12 | 11 de agosto, 2000  | Zurique   |
| Milha     | 3:43.40 | 7 de julho, 1999    | Roma      |
| 2.000 m   | 4:50.08 | 30 de julho, 1999   | Estocolmo |
| 3.000 m   | 7:35.46 | 9 de junho, 2000    | Sevilha   |